# Discografia de Stan Walker
A discografia de Stan Walker, um cantor e compositor australiano, consiste de três álbuns de estúdio e dez singles (incluindo dois como artista participante). Após ter assinado um contrato com a gravadora Sony Music Austrália, seu álbum de estreia, Introducing Stan Walker, foi lançado em 11 de dezembro de 2009 e estreou nas terceira e segunda posições das tabelas australianas e neozelandesas, as Australian Albums Chart e New Zealand Albums Chart, respectivamente. O material fonográfico recebeu as certificações de disco de platina pela Australian Recording Industry Association (ARIA) e disco de platina tripla pela Recording Industry Association of New Zealand (RIANZ). A única canção selecionada como single, "Black Box", já havia atingindo a primeira posição na New Zealand Singles Chart e a segunda na Australian Singles Chart, e eventualmente recebido certificado de disco de platina duplo em ambos os países.
O segundo álbum do artista, From the Inside Out, foi distribuído em 20 de agosto de 2010 e alcançou os 2º e 1º postos da Austrália e Nova Zelândia, sendo mais tarde autenticado como platina pela RIANZ. A primeira faixa de divulgação, "Unbroken", situou-se nas nona e 23.ª posições das tabelas padrões da Nova Zelândia e Austrália, sendo certificado de ouro em ambos os países. "Choose You" e "Homesick" foram lançadas como segundo e terceiro singles, respectivamente, e desempenharam-se moderadamente nas tabelas musicais. O terceiro álbum, Let the Music Play, teve início de comercialização em 18 de novembro de 2011. Três músicas de trabalhos foram lançadas, "Loud", "Light It Up" e "Music Won't Break Your Heart".

## Álbuns de estúdio
| Título                  | Detalhes do álbum                                                                              | Melhores posições atingidas | Melhores posições atingidas | Certificações                       |
| Título                  | Detalhes do álbum                                                                              | AUS                         | NZL                         | Certificações                       |
| ----------------------- | ---------------------------------------------------------------------------------------------- | --------------------------- | --------------------------- | ----------------------------------- |
| Introducing Stan Walker | - Lançamento: 11 de dezembro de 2009 - Gravadora: Sony Music - Formatos: CD, download digital  | 3                           | 2                           | - ARIA: Platina - RIANZ: 3× Platina |
| From the Inside Out     | - Lançamento: 20 de agosto de 2010 - Gravadora: Sony Music - Formatos: CD, download digital    | 2                           | 1                           | - RIANZ: Platina                    |
| Let the Music Play      | - Lançamento: 18 de novembro de 2011 - Gravadoral: Sony Music - Formatos: CD, download digital | 18                          | 12                          |                                     |

## Singles

### Como artista principal
| Ano                                                                              | Título                              | Melhores posições atingidas | Melhores posições atingidas | Certificação                           | Álbum                   |
| Ano                                                                              | Título                              | AUS                         | NZL                         | Certificação                           | Álbum                   |
| -------------------------------------------------------------------------------- | ----------------------------------- | --------------------------- | --------------------------- | -------------------------------------- | ----------------------- |
| 2009                                                                             | "Black Box"                         | 2                           | 1                           | - ARIA: 2× Platina - RIANZ: 2× Platina | Introducing Stan Walker |
| 2010                                                                             | "Unbroken"                          | 23                          | 9                           | - ARIA: Ouro - RIANZ: Ouro             | From the Inside Out     |
| 2010                                                                             | "Stand Up"[A]                       | —                           | —                           |                                        | Single sem álbum        |
| 2010                                                                             | "Choose You"                        | 16                          | 3                           | - ARIA: Platina - RIANZ: Platina       | From the Inside Out     |
| 2010                                                                             | "Homesick" (com Kayo)               | —                           | 21                          | - RIANZ: Ouro                          | From the Inside Out     |
| 2011                                                                             | "Loud"                              | 9                           | 8                           | - ARIA: Platina - RIANZ: Ouro          | Let the Music Play      |
| 2011                                                                             | "Light It Up" (com Static Revenger) | 45                          | 23                          | - ARIA: Ouro - RIANZ: Ouro             | Let the Music Play      |
| 2012                                                                             | "Music Won't Break Your Heart"      | 25                          | 32                          | - ARIA: Ouro                           | Let the Music Play      |
| "—" denota um título que não tenha entrado na tabela musical do respectivo país. |                                     |                             |                             |                                        |                         |

### Como artista convidado
| Ano                                                                              | Título                                          | Melhores posições atingidas | Melhores posições atingidas | Certificações                 | Álbum                   |
| Ano                                                                              | Título                                          | AUS                         | NZL                         | Certificações                 | Álbum                   |
| -------------------------------------------------------------------------------- | ----------------------------------------------- | --------------------------- | --------------------------- | ----------------------------- | ----------------------- |
| 2010                                                                             | "Stuck in a Box" (Young Sid com Stan Walker)[B] | —                           | 15                          |                               | What Doesn't Kill Me... |
| 2011                                                                             | "Galaxy" (Jessica Mauboy com Stan Walker)       | 13                          | 36                          | - ARIA: Platina - RIANZ: Ouro | Get 'Em Girls           |
| "—" denota um título que não tenha entrado na tabela musical do respectivo país. |                                                 |                             |                             |                               |                         |

### Promocionais
| Ano  | Título                                 | Álbum            |
| ---- | -------------------------------------- | ---------------- |
| 2012 | "Waltzing Matilda (com Jessica Mauboy) | Single sem álbum |

## Outras canções
| Ano  | Título        | Melhores posições atingidas | Álbum                   |
| Ano  | Título        | NZL                         | Álbum                   |
| ---- | ------------- | --------------------------- | ----------------------- |
| 2009 | "Purple Rain" | 33                          | Introducing Stan Walker |

## Outras aparências
| Ano  | Título                                                 | Álbum                                 | Nota                   |
| ---- | ------------------------------------------------------ | ------------------------------------- | ---------------------- |
| 2010 | "Little Drummer Boy"                                   | All I Want For Christmas              | Vocalista              |
| 2011 | "What Happened to Us" (Jessica Mauboy com Stan Walker) | Remix version of the single           | Vocalista participante |
| 2012 | "My Help (Psalm 121)"                                  | Hope – Songs of Faith and Inspiration | Vocalista              |

## Vídeos musicais
| Ano  | Título                         | Diretor(es)         |
| ---- | ------------------------------ | ------------------- |
| 2009 | "Black Box"                    | Gemma Lee           |
| 2010 | "Unbroken"                     | Matthew Chuang      |
| 2010 | "Stand Up"                     | —                   |
| 2010 | "Stuck in a Box"               | Andrew Morton       |
| 2010 | "Choose You"                   | Marc Furmie         |
| 2010 | "Homesick"                     | Robert Honti        |
| 2010 | "Stand Up"[C]                  | —                   |
| 2011 | "Loud"                         | —                   |
| 2011 | "Light It Up"                  | —                   |
| 2011 | "Galaxy"                       | Melvin J. Montalban |
| 2012 | "Music Won't Break Your Heart" | Benn Jae            |